# Rombouten (geslacht)
De rombouten (Gomphus) vormen een geslacht van echte libellen uit de familie van de rombouten (Gomphidae). De wetenschappelijke naam van het geslacht werd in 1815 voorgesteld door William Elford Leach. Hij plaatste er alleen de soort Libellula vulgatissima van Linnaeus in, waarmee die automatisch de typesoort is.
Aan het begin van de twintigste eeuw telde het geslacht zo'n vijftig soorten, die werden verdeeld over een vijftal ondergeslachten (naast Gomphus ook Hylogomphus,  Phanogomphus, Gomphurus en Stenogomphurus). In 2017 publiceerden Jessica Ware en vier co-auteurs de resultaten van moleculair fylogenetisch onderzoek in de familie Gomphidae. Op basis van dat werk werden de vijf ondergeslachten opgewaardeerd naar de status van geslacht, en werd de rivierrombout (Gomphus flavipes) in het geslacht Stylurus geplaatst. Het geslacht omvatte daarna nog acht soorten, waarvan er geen een in de Nieuwe Wereld voorkomt.

## Soorten
- Gomphus davidi Selys, 1887 – Levantrombout
- Gomphus graslinii Rambur, 1842 – Gevorkte rombout
- Gomphus kinzelbachi Schneider, 1984
- Gomphus lucasii Selys, 1849 – Algerijnse rombout
- Gomphus pulchellus Selys, 1840 – Plasrombout
- Gomphus schneiderii Selys, 1850 – Turkse rombout
- Gomphus simillimus Selys, 1840 – Gele rombout
- Gomphus vulgatissimus (Linnaeus, 1758) – Beekrombout

- Gomphus abbreviatus Hagen, 1878 = Hylogomphus abbreviatus
- Gomphus acutus Bartenev, 1930 zie: Trigomphus melampus
- Gomphus adelphus Selys, 1858 = Hylogomphus adelphus
- Gomphus agricola Ris, 1916 = Trigomphus agricola
- Gomphus alleni Howe, 1922 zie: Phanogomphus quadricolor
- Gomphus amseli Schmidt, 1961 zie: Gomphus schneiderii – Turkse rombout
- Gomphus apomyius Donnelly, 1966 = Hylogomphus apomyius
- Gomphus argus Needham, 1943 zie: Phanogomphus descriptus
- Gomphus australis (Needham, 1897) = Phanogomphus australis
- Gomphus borealis Needham, 1901 = Phanogomphus borealis
- Gomphus brevis Hagen, 1878 zie: Hylogomphus adelphus
- Gomphus cavillaris Needham, 1902 = Phanogomphus cavillaris
- Gomphus chichibui Fraser, 1936 zie Trigomphus interruptus
- Gomphus citimus Needham, 1931 = Trigomphus citimus
- Gomphus confraternus Selys, 1873 zie: Phanogomphus kurilis
- Gomphus consanguis Selys, 1879 = Stenogomphurus consanguis
- Gomphus consobrinus Walsh, 1863 zie: Gomphurus externus
- Gomphus crassus Hagen, 1878 = Gomphurus crassus
- Gomphus descriptus Banks, 1896 = Phanogomphus descriptus
- Gomphus dilatatus Rambur, 1842 = Gomphurus dilatatus
- Gomphus diminutus Needham, 1950 = Phanogomphus diminutus
- Gomphus donneri Kennedy, 1917 zie: Phanogomphus kurilis
- Gomphus epophthalmus Selys, 1872 zie: Shaogomphus postocularis
- Gomphus exilis Selys, 1854 = Phanogomphus exilis
- Gomphus externus Hagen, 1858 = Gomphurus externus
- Gomphus flavicornis Needham, 1931 zie: Stylurus annulatus
- Gomphus flavipes (Charpentier, 1825) = Stylurus flavipes – Rivierrombout
- Gomphus flavocaudatus Walker, 1940 zie: Phanogomphus exilis
- Gomphus fraternus (Say, 1840) = Gomphurus fraternus
- Gomphus geminatus Carle, 1979 = Hylogomphus geminatus
- Gomphus gonzalezi Dunkle, 1992 = Gomphurus gonzalezi
- Gomphus graslinellus Walsh, 1862 = Phanogomphus graslinellus
- Gomphus hodgesi Needham, 1950 = Phanogomphus hodgesi
- Gomphus hoffmanni Needham, 1931 = Paragomphus hoffmanni
- Gomphus hybridus Williamson, 1902 = Gomphurus hybridus
- Gomphus kurilis Hagen, 1858 = Phanogomphus kurilis
- Gomphus lautus Needham, 1931 = Trigomphus lautus
- Gomphus lineatifrons Calvert, 1921 = Gomphurus lineatifrons
- Gomphus lividus Selys, 1854 = Phanogomphus lividus
- Gomphus lynnae Paulson, 1983 = Gomphurus lynnae
- Gomphus melampus Selys, 1869 = Trigomphus melampus
- Gomphus militaris Hagen, 1858 = Phanogomphus militaris
- Gomphus minutus Rambur, 1842 = Phanogomphus minutus
- Gomphus modestus Needham, 1942 = Gomphurus modestus
- Gomphus mortimer Needham, 1943 zie: Phanogomphus descriptus
- Gomphus nigripes Selys, 1887 = Trigomphus nigripes
- Gomphus oklahomensis Pritchard, 1935 = Phanogomphus oklahomensis
- Gomphus ozarkensis Westfall, 1975 = Gomphurus ozarkensis
- Gomphus parvidens Currie, 1917 = Hylogomphus parvidens
- Gomphus postocularis Selys, 1869 = Shaogomphus postocularis
- Gomphus quadricolor Walsh, 1863 = Phanogomphus quadricolor
- Gomphus rogersi Gloyd, 1936 = Stenogomphurus rogersi
- Gomphus sandrius Tennessen, 1983 = Phanogomphus sandrius
- Gomphus schmidti Asahina, 1956 = Shaogomphus schmidti
- Gomphus septima Westfall, 1956 = Gomphurus septima
- Gomphus sobrinus Selys, 1873 zie: Phanogomphus kurilis
- Gomphus sordidus Hagen, 1854 zie: Phanogomphus lividus
- Gomphus spicatus Hagen, 1854 = Phanogomphus spicatus
- Gomphus succumbens Needham, 1930 = Trigomphus succumbens
- Gomphus svenhedini Sjöstedt, 1933 = Trigomphus svenhedini
- Gomphus ubadschii Schmidt, 1953 = Stylurus ubadschii – Syrische rombout
- Gomphus umbratus Needham, 1897 zie: Phanogomphus lividus
- Gomphus vastus Walsh, 1862 = Gomphurus vastus
- Gomphus ventricosus Walsh, 1863 = Gomphurus ventricosus
- Gomphus viridifrons Hine, 1901 = Hylogomphus viridifrons
- Gomphus walshii Kellicott, 1899 zie: Gomphurus crassus
- Gomphus westfalli Carle & May, 1987 = Phanogomphus westfalli
- Gomphus zebratus Rambur, 1842 zie: Gomphus simillimus – Gele rombout